# Benjamin Vincent Thomlinson
Kapitein Benjamin Vincent Thomlinson  (Tockwith, Yorkshire, 5 mei 1913) was een Britse militair tijdens de Tweede Wereldoorlog.
Thomlinson was tijdens de laatste jaren van de oorlog tijdelijk majoor van het 7e Battalion van het Duke of Wellington's Regiment van de 49th Infantry Division. Hij was betrokken bij de bevrijding van Nederland.  
Op 24 april 1945 kreeg hij de Militaire Willems-Orde omdat hij "Tijdens de gevechten ter bevrijding van het bezette Nederlandsche grondgebied zich onderscheiden had door het bedrijven van uitstekende daden van moed, beleid en trouw. Daarbij herhaaldelijk blijk gegeven van buitengewone plichtsbetrachting en groot doorzettingsvermogen, en in alle opzichten, door een loffelijk voorbeeld, een inspiratiebron geweest voor allen in die roemvolle dagen". 
In 1990 werd het 75-jarig bestaan van de Willems-Orde herdacht. Thomlinson wilde met twee andere Britten, luitenant John Barnett en luitenant-ter-zee Francis Goodfellow, de festiviteiten in Nederland bijwonen, maar de drie veteranen moesten om gezondheidsredenen op het laatste moment afzeggen.

## Onderscheidingen
- Militaire Willems-Orde
- Bronzen Kruis
- Bronzen Leeuw